# Blechnum nigrocostatum
Blechnum nigrocostatum är en kambräkenväxtart som beskrevs av A. Rojas. Blechnum nigrocostatum ingår i släktet Blechnum och familjen Blechnaceae. Inga underarter finns listade.